# Kirchenpfleger
Kirchenpfleger (auch Kirchpfleger und Kirchenpropst) ist ein in christlichen Kirchen verwendeter Begriff für eine Person, welche die dafür Verantwortlichen bei der Verwaltung des Vermögens einer Kirchengemeinde bzw. Kirchenstiftung oft umfangreich unterstützt. Frühere Bezeichnungen waren Heiligenpfleger, Gotteshausmeister oder Gotteshauspfleger und, vor allem im süddeutsch-österreichischen Raum, Kirchpropst. Im römisch-katholischen Bereich ist regional auch die Bezeichnung Rendant üblich.
In der katholischen Kirche ist in manchen Diözesen der Kirchenpfleger Mitglied der Kirchenverwaltung; er unterstützt den Kirchenverwaltungsvorstand (Pfarrer oder Pfarradministrator). In den bayerischen Diözesen wird er normalerweise aus der Mitte der Kirchenverwaltung gewählt. In den Evangelisch-Lutherischen Kirchen kann der Kirchenpfleger Mitglied des Kirchenvorstands sein, muss es aber nicht, unterstützt ihn als verantwortliches Gremium aber.

## Aufgaben
Von der Kirchenverwaltung beschlossene Maßnahmen werden vom Vorstand oder vom Kirchenpfleger vollzogen. Dem Kirchenpfleger obliegt insbesondere das Haushalts-, Kassen- und Rechnungswesen, das in der Regel nach den Grundsätzen der Kameralistik organisiert ist. Dazu gehört insbesondere die Erstellung eines Haushaltsplans und des Jahresabschlusses. Ebenso gehören in Rücksprache mit dem Vorstand Personalangelegenheiten sowie die Bewahrung und Verwaltung der kirchlichen Kunstschätze und Immobilien zu seinen Pflichten.

## Regelung in der Evangelischen Landeskirche in Württemberg
In der Evangelischen Landeskirche in Württemberg bestand bis in die 2020er Jahre folgende Regelung: Der Kirchenpfleger / die Kirchenpflegerin wird vom Kirchengemeinderat zunächst auf die Dauer von 3 Jahren gewählt. Für Wiederwahlen gilt dann jeweils eine Wahlperiode von 8 Jahren. Der Kirchenpfleger ist kraft Amtes Mitglied im Kirchengemeinderat mit vollem Stimmrecht – andererseits jedoch gemäß Kirchengemeindeordnung dem Kirchengemeinderat unterstellt und an dessen Beschlüsse gebunden. Die Hauptaufgaben des Kirchenpflegers sind das Kassen-, Haushalts- und Rechnungswesen einer Kirchengemeinde (Haushaltsplan, Abwicklung der Einnahmen und Ausgaben, Buchungen) sowie wichtige Aufgaben im Bau- und Personalbereich. Es handelt sich um ein Anstellungsverhältnis bei der jeweiligen Kirchengemeinde in der Regel als nebenberuflicher Mitarbeiter, bei größeren Kirchengemeinden als hauptberuflicher Mitarbeiter. Die Vergütung erfolgt nach der Kirchlichen Anstellungsordnung. Die Fülle der Aufgaben und die begrenzten Vergütungsmöglichkeiten führten vielfach dazu, dass Teilbereiche ehrenamtlich übernommen wurden. In Einzelfällen und bei hauptberuflichen Stellen waren auch Beamtenstellen vorhanden. Die nebenberuflichen Kirchenpfleger wurden durch Fachkräfte der kirchlichen Verwaltungsstellen im jeweiligen Kirchenbezirk unterstützt.
Bis 2030 wird mit einer umfassenden Verwaltungsreform das Amt des Kirchenpflegers in der Württembergischen Landeskirche abgeschafft. Bei Ablauf der Wahlperiode oder Freiwerden der Stelle durch Ruhestand oder Wechsel können keine Personen mehr gewählt werden. Die Aufgaben direkt vor Ort gehen im neuen Berufsbild „Assistenz der Gemeindeleitung“ auf, das auch die Aufgaben der bisherigen Pfarramtssekretäre und Pfarramtssekretärinnen enthält und von einer oder mehreren Personen ausgeübt werden kann. Andere Aufgaben der bisherigen Kirchenpflege werden an die neu gegründeten Evangelischen Regionalverwaltungen übertragen, die als Außenstellen des Oberkirchenrats und Nachfolgerinnen der Verwaltungsstellen für einen oder mehrere Kirchenbezirke zuständig sind.

## Regelung in der Evangelisch-Lutherischen Kirche in Bayern
In der Evangelisch-Lutherischen Kirche in Bayern bestellt der Kirchenvorstand zu Beginn seiner jeweiligen (6-jährigen) Amtsperiode ein zum Kirchenvorstand gehöriges oder wählbares Gemeindemitglied als Kirchenpfleger bzw. Kirchenpflegerin für das Haushalts-, Kassen- und Rechnungswesen seiner Gemeinde. (Ausschlussgründe sind insbesondere ein haupt- oder nebenberufliches Dienstverhältnis zur Kirchengemeinde oder Verwandtschaft mit dem Vorsitzenden des Kirchenvorstandes.) Der Kirchenpfleger bzw. die Kirchenpflegerin achtet darauf, dass der Haushaltsplan eingehalten wird, alle Einkünfte rechtzeitig und vollständig erhoben und die fälligen Ausgaben im Rahmen der bewilligten Mittel geleistet werden. Der Kirchenpfleger bzw. die Kirchenpflegerin versieht seinen bzw. ihren Dienst ehrenamtlich; eine angemessene Aufwandsentschädigung kann gewährt werden. Der Kirchenpfleger untersteht den Weisungen des Kirchenvorstandes; die unmittelbare Aufsicht hat dessen Vorsitzender. Zum Kirchenpfleger bzw. zur Kirchenpflegerin können auch Mitglieder einer anderen Kirchengemeinde bestellt oder die Aufgaben der Verwaltungsstelle bzw. dem Kirchengemeindeamt übertragen werden.